# Amendolara
Amendolara ist eine Gemeinde in der Provinz Cosenza in der italienischen Region Kalabrien mit 2671 Einwohnern (Stand 31. Dezember 2023).

## Lage
Amendolara liegt 106 km nördlich von Cosenza.
Die Ortsteile (Fraktionen) der Gemeinde nennen sich Colfari, Gabriele, Marina und Pietra Stoppa. Amendolara liegt auf einer Höhe von durchschnittlich 228 m s.l.m.
Der alte Ortskern befindet sich wie bei den meisten kalabresischen Dörfern im Landesinneren. Ein neues Ortszentrum hat sich am Meer gebildet.
Die Nachbargemeinden sind Albidona, Castroregio, Oriolo und Roseto Capo Spulico.

## Sehenswertes
Sehenswert ist die Pfarrkirche aus dem Mittelalter.